# Simon Levis Sullam
Simon Levis Sullam (Venezia, 1974) è uno storico e ricercatore italiano. Insegna Storia contemporanea all'Università Ca' Foscari di Venezia.
I suoi studi si indirizzano in particolare sulla storia d'Italia tra Ottocento e Novecento, con un occhio di riguardo per la storia politica, la storia degli ebrei, le politiche razziali in Italia e lo studio dell'Olocausto, soprattutto nell'ambito del regime fascista.

## Opere
- Una comunità immaginata. Gli ebrei a Venezia (1900-1938), Milano, Unicopli, 2001, ISBN 978-88-4000-733-5.
- L'archivio antiebraico. Il linguaggio dell'antisemitismo moderno, Bari-Roma, Laterza, 2008, ISBN 978-88-4208-794-6.
- L'apostolo a brandelli. L'eredità di Mazzini tra Risorgimento e fascismo, Bari-Roma, Laterza, 2010, ISBN 978-88-4209-398-5.
- con Martin Goodman; Joseph E. David; Corinna E. Kaiser, Toleration Within Judaism, Oxford-Portland (Oregon), The Littman Library of Jewish Civilization, 2013, ISBN 978-19-0676-417-3.
- I carnefici italiani. Scene dal genocidio degli ebrei, 1943-1945, Milano, LaFeltrinelli, 2015, ISBN 978-88-07-88748-2.
- Una comunità immaginata. Gli ebrei a Venezia (1900-1938). Nuova edizione rivista e ampliata, Milano, Unicopli, 2017, ISBN 978-88-4001-906-2.
- I fantasmi del fascismo. Le metamorfosi degli intellettuali italiani nel dopoguerra, Milano, LaFeltrinelli, 2021, ISBN 978-88-0711-156-3.